# Shibei
Shibei léase Shi-Béi (en chino:市北区, pinyin:Shìběi qū, lit:ciudad norte) es un distrito urbano bajo la administración directa de la subprovincia de Qingdao en la Provincia de Shandong, República Popular China. Se localiza en el extremo sur de la península de Shandong en la bahía Jiaozhou (胶州湾), limitando al sur con su vecina Shinan. Su área es de 63 km² y su población para 2018 fue de +1 millón de habitantes.

## Administración
El distrito de Shibei se divide en 23 pueblos que se administran en subdistritos: